# Rosa novae-angliae
Rosa novae-angliae är en rosväxtart som beskrevs av Walter Hepworth Lewis. Rosa novae-angliae ingår i släktet rosor, och familjen rosväxter. Inga underarter finns listade i Catalogue of Life.